# 79 î.Hr.

## Decese
- dată necunoscută: Filon din Larisa filosof antic grec (n. 145 î.Hr.)